# Badminton Open Saarbrücken 2007
Die Bitburger Open 2007 (offiziell Bitburger SaarLorLux Open 2007) im Badminton fanden vom 2. bis 7. Oktober 2007 in Saarbrücken statt.

## Austragungsort
Saarlandhalle, Saarbrücken

## Medaillengewinner
| Disziplin    | Gold                         | Silber                       | Bronze                              |
| ------------ | ---------------------------- | ---------------------------- | ----------------------------------- |
| Herreneinzel | Lu Yi                        | Lee Tsuen Seng               | Marc Zwiebler                       |
| Herreneinzel | Lu Yi                        | Lee Tsuen Seng               | Joachim Persson                     |
| Dameneinzel  | Wang Yihan                   | Juliane Schenk               | Zhu Jingjing                        |
| Dameneinzel  | Wang Yihan                   | Juliane Schenk               | Jiang Yanjiao                       |
| Herrendoppel | Mathias Boe Carsten Mogensen | Robert Blair David Lindley   | Sun Junjie Xu Chen                  |
| Herrendoppel | Mathias Boe Carsten Mogensen | Robert Blair David Lindley   | Shen Ye He Hanbin                   |
| Damendoppel  | Yang Wei Zhang Jiewen        | Joanne Nicholas Natalie Munt | Jwala Gutta Shruti Kurien           |
| Damendoppel  | Yang Wei Zhang Jiewen        | Joanne Nicholas Natalie Munt | Pan Pan Tian Qing                   |
| Mixed        | Kristof Hopp Birgit Overzier | Robert Blair Imogen Bankier  | Ingo Kindervater Kathrin Piotrowski |
| Mixed        | Kristof Hopp Birgit Overzier | Robert Blair Imogen Bankier  | Xu Chen Tian Qing                   |

## Finalergebnisse
| Disziplin    | Sieger                       | Finalist                      | Ergebnis            |
| ------------ | ---------------------------- | ----------------------------- | ------------------- |
| Herreneinzel | Lu Yi                        | Lee Tsuen Seng                | 23–21, 19–21, 21–15 |
| Dameneinzel  | Wang Yihan                   | Juliane Schenk                | 16–21, 21–10, 21–17 |
| Herrendoppel | Mathias Boe Carsten Mogensen | Robert Blair David Lindley    | 21–17, 21–15        |
| Damendoppel  | Yang Wei Zhang Jiewen        | Joanne Nicholas Natalie Munt  | 21–11, 21–10        |
| Mixed        | Kristof Hopp Birgit Overzier | Robert Blair & Imogen Bankier | 21–17, 21–17        |

## Herreneinzel Qualifikation
- Marius Breuer –  Philipp Wachenfeld: 21-17 / 21-17
- Fabian Hammes –  Jordy Hilbink: 21-15 / 21-12
- Kai Waldenberger –  Richard Domke: 21-12 / 21-12
- Shane Razi –  Patrick Krämer: 21-14 / 21-9
- Benjamin Wahnhoff –  Ben Spelz: 18-21 / 21-10 / 21-13
- Daniel Hammes –  Tom Barnig: 21-14 / 21-10
- Oliver Rettke –  Philip Merz: 10-21 / 22-20 / 21-13
- Christian Böhmer –  Adrian Gevelhoff: 21-18 / 21-19
- Anthony Dumartheray –  Temuulen Ayush: 21-5 / 21-9
- Marius Breuer –  Philippe Hengen: 21-16 / 18-21 / 21-15
- Marc Zwiebler –  Maxime Renault: 21-9 / 21-16
- Fabian Hammes –  Steffen Hohenberg: 21-14 / 21-13
- Andreas Heinz –  Jon Lindholm: 21-18 / 4-1
- Hannes Käsbauer –  Manfred Helms: 21-5 / 21-6
- Lester Oey –  Jonas Geigenberger: 21-11 / 21-17
- Shane Razi –  Julian Deguli: 21-11 / 21-13
- Sebastian Rduch –  Florian Kirch: 21-19 / 21-12
- Benjamin Wahnhoff –  Johannes Szilagyi: 21-15 / 21-12
- Alexander Roovers –  Gregory Schneider: 21-8 / 21-14
- Oliver Rettke –  Daniel Hammes: 21-16 / 17-21 / 21-18
- Daniel Benz –  Christoph Heiniger: 21-19 / 21-12
- Christian Böhmer –  Nick Fransman: 21-17 / 16-21 / 21-14
- Mathieu Pohl –  Philip Welker: 21-15 / 19-21 / 21-17
- Anthony Dumartheray –  Marius Breuer: 21-7 / 21-14
- Marc Zwiebler –  Fabian Hammes: 21-10 / 21-12
- Kai Waldenberger –  Andreas Heinz: 21-16 / 21-11
- Lester Oey –  Hannes Käsbauer: 21-14 / 21-11
- Shane Razi –  Sebastian Rduch: 15-21 / 21-16 / 21-19
- Alexander Roovers –  Benjamin Wahnhoff: 21-14 / 21-19
- Daniel Benz –  Oliver Rettke: 21-5 / 21-14
- Mathieu Pohl –  Christian Böhmer: 21-10 / 21-14

## Herreneinzel
- Lu Yi –  Sebastian Schöttler: 21-17 / 21-8
- Peter Mikkelsen –  Nabil Lasmari: 21-8 / 21-18
- Indra Bagus Ade Chandra –  Shane Razi: 21-17 / 21-12
- Michael Christensen –  Olivier Andrey: 21-11 / 21-14
- Kashyap Parupalli –  Alexander Roovers: 21-13 / 21-9
- Jan Ø. Jørgensen –  Jürgen Koch: 23-21 / 21-9
- Michael Lahnsteiner –  Mathieu Pohl: 21-12 / 22-20
- Luka Petrič –  Dieter Domke: 21-19 / 22-20
- Anand Pawar –  Scott Evans: 21-10 / 21-18
- Endra Kurniawan –  Marcel Reuter: 24-22 / 21-9
- Rajiv Ouseph –  Kristian Midtgaard: 21-16 / 21-17
- Qiu Yanbo –  Rune Massing: 21-16 / 21-14
- Kęstutis Navickas –  Sven Eric Kastens: 21-12 / 6-21 / 21-18
- Heimo Götschl –  Zeradine Ammar: 21-11 / 21-9
- Wu Yunyong –  Nathan Rice: 21-17 / 21-19
- Marc Zwiebler –  Niels Christian Kaldau: 21-16 / 15-21 / 21-14
- Bandar Sigit Pamungkas –  Jon Lindholm: 21-15 / 21-18
- Dharma Gunawi –  Anthony Dumartheray: 21-12 / 21-17
- Christian Bösiger –  Daniel Benz: 30-29 / 21-11
- Sune Gavnholt –  Denis Nyenhuis: 21-10 / 21-14
- Rune Ulsing –  Nikhil Kanetkar: 22-20 / 21-10
- Hans-Kristian Vittinghus –  Carl Baxter: 12-21 / 21-12 / 21-18
- Roman Spitko –  Lester Oey: 23-25 / 21-19 / 21-17
- Matthias Kuchenbecker –  Kai Waldenberger: 22-20 / 21-16
- Lu Yi –  Przemysław Wacha: 21-19 / 21-7
- Peter Mikkelsen –  Indra Bagus Ade Chandra: 21-16 / 21-15
- Björn Joppien –  Michael Christensen: 12-21 / 23-21 / 21-18
- Jan Ø. Jørgensen –  Kashyap Parupalli: 21-17 / 21-17
- Joachim Persson –  Michael Lahnsteiner: 21-19 / 21-18
- Luka Petrič –  Anand Pawar: 21-16 / 21-19
- Chetan Anand –  Endra Kurniawan: 21-18 / 21-10
- Qiu Yanbo –  Rajiv Ouseph: 21-12 / 21-10
- Kęstutis Navickas –  Heimo Götschl: 21-10 / 21-19
- Wu Yunyong –  Kasper Ødum: 21-16 / 21-18
- Marc Zwiebler –  Bandar Sigit Pamungkas: 22-20 / 21-8
- Anup Sridhar –  Dharma Gunawi: 21-12 / 21-23 / 21-9
- Christian Bösiger –  Sune Gavnholt: 21-15 / 13-21 / 21-13
- Rune Ulsing –  Andrew Dabeka: 21-16 / 21-18
- Hans-Kristian Vittinghus –  Roman Spitko: 21-14 / 21-8
- Lee Tsuen Seng –  Matthias Kuchenbecker: 21-11 / 21-12
- Lu Yi –  Peter Mikkelsen: 21-13 / 17-21 / 21-18
- Björn Joppien –  Jan Ø. Jørgensen: 21-15 / 21-18
- Joachim Persson –  Luka Petrič: 21-12 / 21-15
- Qiu Yanbo –  Chetan Anand: 14-21 / 21-13 / 21-17
- Wu Yunyong –  Kęstutis Navickas: 21-18 / 21-16
- Marc Zwiebler –  Anup Sridhar: 21-12 / 21-19
- Rune Ulsing –  Christian Bösiger: 16-21 / 21-13 / 21-6
- Lee Tsuen Seng –  Hans-Kristian Vittinghus: 21-5 / 21-17
- Lu Yi –  Björn Joppien: 21-9 / 21-18
- Joachim Persson –  Qiu Yanbo: 17-21 / 21-19 / 21-15
- Marc Zwiebler –  Wu Yunyong: 21-18 / 21-18
- Lee Tsuen Seng –  Rune Ulsing: 21-15 / 21-14
- Lu Yi –  Joachim Persson: 21-13 / 21-15
- Lee Tsuen Seng –  Marc Zwiebler: 21-10 / 21-23 / 21-15
- Lu Yi –  Lee Tsuen Seng: 23-21 / 19-21 / 21-15

## Dameneinzel Qualifikation
- Lisa Heidenreich –  Zoé Schroeder: 21-13 / 21-9
- Kim Buss –  Sabine Franz: 22-20 / 23-21
- Franziska Burkert –  Mette Stahlberg: 21-13 / 21-15
- Katja Michalowsky –  Selena Piek: 21-11 / 21-13
- Jwala Gutta –  Dominique Schummer: 21-9 / 21-6
- Eefje Muskens –  Carla Nelte: 21-16 / 21-12
- Patty Stolzenbach –  Tenzin Pelling: 21-15 / 21-17
- Steffi Annys –  Mona Reich: 21-17 / 21-15
- Claudine Barnig –  Huwaina Razi: 21-17 / 21-14
- Yik-Man Wong –  Johanna Goliszewski: 21-19 / 19-21 / 21-19
- Claudia Vogelgsang –  Barbara Scheer: 21-13 / 21-8
- Lisa Deichgräber –  Iris Tabeling: 15-21 / 21-14 / 21-19
- Monika Fischer –  Astrid Hoffmann: 21-18 / 10-21 / 21-15
- Shruti Kurien –  Thamar Peters: 21-14 / 21-19
- Kim Buss –  Lisa Heidenreich: 21-19 / 21-17
- Katja Michalowsky –  Franziska Burkert: 21-12 / 21-7
- Jwala Gutta –  Eefje Muskens: 21-13 / 21-16
- Patty Stolzenbach –  Fabienne Deprez: 21-17 / 21-10
- Steffi Annys –  Claudine Barnig: 17-21 / 21-15 / 21-13
- Yik-Man Wong –  Claudia Vogelgsang: 16-21 / 21-18 / 21-18
- Janet Köhler –  Lisa Deichgräber: 21-11 / 21-17
- Monika Fischer –  Shruti Kurien: 14-21
- Katja Michalowsky –  Kim Buss: 21-15 / 21-15
- Patty Stolzenbach –  Jwala Gutta: 21-23 / 21-19 / 21-14
- Yik-Man Wong –  Steffi Annys: 21-13 / 21-11
- Janet Köhler –  Monika Fischer: 21-17 / 21-16

## Dameneinzel
- Xu Huaiwen –  Camilla Sørensen: 21-13 / 21-9
- Patty Stolzenbach –  Simone Prutsch: 20-22 / 21-12 / 21-18
- Larisa Griga –  Elisa Chanteur: 19-21 / 21-14 / 21-15
- Zhu Jingjing –  Jeanine Cicognini: 21-10 / 21-12
- Ella Diehl –  Sarah MacMaster: 21-13 / 21-14
- Aditi Mutatkar –  Ana Moura: 21-12 / 21-14
- Judith Meulendijks –  Janet Köhler: 21-13 / 21-14
- Wang Yihan –  Carola Bott: 21-15 / 21-8
- Yik-Man Wong –  Claudia Mayer: 21-19 / 15-4 ret.
- Katja Michalowsky –  Shruti Kurien: 21-14 / 21-19
- Lê Ngọc Nguyên Nhung –  Charmaine Reid: 21-12 / 21-14
- Juliane Schenk –  Nathalie Descamps: 22-20 / 21-16
- Trupti Murgunde –  Akvilė Stapušaitytė: 21-17 / 21-12
- Nanna Brosolat Jensen –  Ragna Ingólfsdóttir: 21-16 / 21-10
- Jill Pittard –  Mizuki Fujii: 21-17 / 16-21 / 21-17
- Jiang Yanjiao –  Rachel van Cutsen: 21-17 / 21-17
- Xu Huaiwen –  Patty Stolzenbach: 21-19 / 21-7
- Zhu Jingjing –  Larisa Griga: 21-10 / 21-10
- Ella Diehl –  Aditi Mutatkar: 17-21 / 21-14 / 21-10
- Wang Yihan –  Judith Meulendijks: 21-13 / 21-16
- Katja Michalowsky –  Yik-Man Wong: 21-12 / 21-7
- Juliane Schenk –  Lê Ngọc Nguyên Nhung: 21-8 / 21-13
- Trupti Murgunde –  Nanna Brosolat Jensen: 21-12 / 21-19
- Jiang Yanjiao –  Jill Pittard: 21-13 / 21-14
- Zhu Jingjing –  Xu Huaiwen: 21-19 / 21-19
- Wang Yihan –  Ella Diehl: 21-13 / 21-15
- Juliane Schenk –  Katja Michalowsky: 21-8 / 21-15
- Jiang Yanjiao –  Trupti Murgunde: 17-21 / 21-11 / 21-15
- Wang Yihan –  Zhu Jingjing: 21-19 / 20-22 / 21-17
- Juliane Schenk –  Jiang Yanjiao: 21-14 / 18-21 / 21-12
- Wang Yihan –  Juliane Schenk: 16-21 / 21-10 / 21-17

## Herrendoppel Qualifikation
- Marius Breuer /  Alexander Roovers –  Julian Deguli /  Philip Merz: 18-21 / 21-15 / 21-18
- Philip Welker /  Benjamin Wahnhoff –  Temuulen Ayush /  Johannes Szilagyi: 21-16 / 21-23 / 21-13
- Josche Zurwonne /  Sebastian Rduch –  Richard Domke /  Jonas Geigenberger: 21-17 / 21-17
- Mathieu Pohl /  Philipp Wachenfeld –  Jordy Hilbink /  Nick Fransman: 13-21 / 21-17 / 21-14
- Christian Böhmer /  Kai Waldenberger –  Steffen Hohenberg /  Gregory Schneider: 21-19 / 21-16
- Karsten Lehmann /  Bastian Zimmermann –  Shane Razi /  Anthony Dumartheray: 21-14 / 20-22 / 21-17
- Denis Nyenhuis /  Tim Zander –  Florian Kirch /  Daniel Hammes: 21-10 / 24-22
- Jonathan Gillis /  Jelle Maas –  Marius Breuer /  Alexander Roovers: 29-27 / 21-16
- Josche Zurwonne /  Sebastian Rduch –  Philip Welker /  Benjamin Wahnhoff: 21-9 / 21-15
- Christian Böhmer /  Kai Waldenberger –  Mathieu Pohl /  Philipp Wachenfeld: 21-16 / 21-7
- Denis Nyenhuis /  Tim Zander –  Karsten Lehmann /  Bastian Zimmermann: 20-22 / 21-13 / 21-10

## Herrendoppel
- Roman Spitko /  Michael Fuchs –  Andrew Ellis /  Martyn Lewis: 22-20 / 21-12
- Jacob Chemnitz /  Mikkel Delbo Larsen –  Daniel Benz /  Felix Schoppmann: 21-10 / 21-19
- Sun Junjie /  Xu Chen –  Andreas Heinz /  Patrick Krämer: 21-8 / 21-7
- Richard Eidestedt /  Chris Langridge –  Nabil Lasmari /  Zeradine Ammar: 21-8 / 21-15
- Robert Adcock /  Robin Middleton –  Jorrit de Ruiter /  Jürgen Wouters: 21-14 / 21-10
- Peter Käsbauer /  Oliver Roth –  Christian Böhmer /  Kai Waldenberger: 21-14 / 24-22
- Johannes Schöttler /  Tim Dettmann –  Peter Zauner/  Roman Zirnwald: 21-18 / 14-21 / 21-17
- Mathias Boe /  Carsten Mogensen –  Josche Zurwonne /  Sebastian Rduch: 21-5 / 21-16
- Jonathan Gillis /  Jelle Maas –  Fabian Hammes /  Hannes Käsbauer: 21-17 / 13-21 / 21-18
- Robert Blair /  David Lindley –  Baptiste Carême /  Mathias Quéré: 21-6 / 22-20
- Thomas Tesche /  Jochen Cassel –  Simon Enkerli /  Christoph Heiniger: 21-8 / 21-16
- Rasmus Andersen /  Peter Steffensen –  Frédéric Mawet /  Wouter Claes: 21-10 / 21-12
- Rasmus Bonde /  Kasper Faust Henriksen –  Denis Nyenhuis /  Tim Zander: 21-16 / 21-19
- Shen Ye /  He Hanbin –  Jan Sören Schulz /  Patrick Neubacher: 21-12 / 18-21 / 21-10
- Andrew Bowman /  Kristian Roebuck –  Rune Massing /  Ruud Bosch: 21-15 / 21-14
- Kristof Hopp /  Ingo Kindervater –  Chris Adcock /  Dean George: 21-15 / 21-13
- Jacob Chemnitz /  Mikkel Delbo Larsen –  Roman Spitko /  Michael Fuchs: 21-11 / 20-22 / 21-12
- Peter Käsbauer /  Oliver Roth –  Robert Adcock /  Robin Middleton: 22-20 / 21-17
- Mathias Boe /  Carsten Mogensen –  Johannes Schöttler /  Tim Dettmann: 21-17 / 21-19
- Robert Blair /  David Lindley –  Jonathan Gillis /  Jelle Maas: 21-12 / 21-9
- Rasmus Andersen /  Peter Steffensen –  Thomas Tesche /  Jochen Cassel: 14-21 / 22-20 / 25-23
- Shen Ye /  He Hanbin –  Rasmus Bonde /  Kasper Faust Henriksen: 21-12 / 16-21 / 21-12
- Kristof Hopp /  Ingo Kindervater –  Andrew Bowman /  Kristian Roebuck: 21-16 / 21-17
- Sun Junjie /  Xu Chen –  Richard Eidestedt /  Chris Langridge: w.o.
- Sun Junjie /  Xu Chen –  Jacob Chemnitz /  Mikkel Delbo Larsen: 16-21 / 21-5 / 21-15
- Mathias Boe /  Carsten Mogensen –  Peter Käsbauer /  Oliver Roth: 21-13 / 21-16
- Robert Blair /  David Lindley –  Rasmus Andersen /  Peter Steffensen: 25-23 / 21-9
- Shen Ye /  He Hanbin –  Kristof Hopp /  Ingo Kindervater: 21-15 / 14-21 / 21-10
- Mathias Boe /  Carsten Mogensen –  Sun Junjie /  Xu Chen: 19-21 / 21-17 / 21-18
- Robert Blair /  David Lindley –  Shen Ye /  He Hanbin: 21-14 / 21-18
- Mathias Boe /  Carsten Mogensen –  Robert Blair /  David Lindley: 21-17 / 21-15

## Damendoppel
- Yang Wei /  Zhang Jiewen –  Kim Buss /  Claudia Vogelgsang: 21-8 / 21-6
- Suzanne Rayappan /  Jenny Wallwork –  Annekatrin Lillie /  Katja Michalowsky: 21-15 / 22-20
- Imogen Bankier /  Emma Mason –  Sindy Krauspe /  Laura Ufermann: 15-21 / 21-11 / 21-17
- Janet Köhler /  Sandra Marinello –  Rachel van Cutsen /  Paulien van Dooremalen: 21-13 / 27-25
- Jwala Gutta /  Shruti Kurien –  Eefje Muskens /  Iris Tabeling: 21-17 / 21-11
- Helle Nielsen /  Marie Røpke –  Lisa Heidenreich /  Mette Stahlberg: 21-8 / 21-10
- Kathrin Piotrowski /  Michaela Peiffer –  Sarah Bok /  Liza Parker: 21-19 / 15-21 / 22-20
- Elisa Chanteur /  Laura Choinet –  Tenzin Pelling /  Huwaina Razi: 21-11 / 21-12
- Christinna Pedersen /  Mie Schjøtt-Kristensen –  Gabrielle Adcock /  Mariana Agathangelou: 21-17 / 21-10
- Carina Mette /  Birgit Overzier –  Fiona McKee /  Charmaine Reid: 21-12 / 21-19
- Pan Pan /  Tian Qing –  Sabine Franz /  Barbara Scheer: 21-4 / 21-3
- Johanna Persson /  Elin Bergblom –  Franziska Burkert /  Carla Nelte: 21-6 / 21-15
- Gitte Köhler /  Carola Bott –  Patty Stolzenbach /  Yik-Man Wong: 21-12 / 3-21 / 21-15
- Joanne Nicholas /  Natalie Munt –  Steffi Annys /  Séverine Corvilain: 21-14 / 21-10
- Monika Fischer /  Sanya Herzig –  Astrid Hoffmann /  Johanna Goliszewski: 21-16 / 11-21 / 23-21
- Nicole Grether /  Juliane Schenk –  Mona Reich /  Vera Geuenich: 21-6 / 21-8
- Yang Wei /  Zhang Jiewen –  Suzanne Rayappan /  Jenny Wallwork: 21-8 / 26-24
- Janet Köhler /  Sandra Marinello –  Imogen Bankier /  Emma Mason: 19-21 / 21-18 / 21-19
- Jwala Gutta /  Shruti Kurien –  Helle Nielsen /  Marie Røpke: 21-16 / 21-17
- Kathrin Piotrowski /  Michaela Peiffer –  Elisa Chanteur /  Laura Choinet: 21-19 / 21-15
- Christinna Pedersen /  Mie Schjøtt-Kristensen –  Carina Mette /  Birgit Overzier: 21-19 / 10-21 / 21-18
- Pan Pan /  Tian Qing –  Johanna Persson /  Elin Bergblom: 21-10 / 23-21
- Joanne Nicholas /  Natalie Munt –  Gitte Köhler /  Carola Bott: 21-18 / 21-12
- Nicole Grether /  Juliane Schenk –  Monika Fischer /  Sanya Herzig: 21-5 / 21-10
- Yang Wei /  Zhang Jiewen –  Janet Köhler /  Sandra Marinello: 21-14 / 21-10
- Jwala Gutta /  Shruti Kurien –  Kathrin Piotrowski /  Michaela Peiffer: 21-17 / 21-11
- Pan Pan /  Tian Qing –  Christinna Pedersen /  Mie Schjøtt-Kristensen: 21-15 / 21-17
- Joanne Nicholas /  Natalie Munt –  Nicole Grether /  Juliane Schenk: 7-21 / 21-16 / 24-22
- Yang Wei /  Zhang Jiewen –  Jwala Gutta /  Shruti Kurien: 21-12 / 21-4
- Joanne Nicholas /  Natalie Munt –  Pan Pan /  Tian Qing: 21-15 / 18-21 / 21-18
- Yang Wei /  Zhang Jiewen –  Joanne Nicholas /  Natalie Munt: 21-11 / 21-10

## Mixed Qualifikation
- Andrew Bowman /  Sarah Bok –  Adrian Gevelhoff /  Vera Geuenich: 21-9 / 21-14
- Jelle Maas /  Thamar Peters –  Andreas Heinz /  Franziska Burkert: 21-5 / 21-18
- Denis Nyenhuis /  Michaela Peiffer –  Jonathan Gillis /  Steffi Annys: 21-18 / 21-13
- Simon Enkerli /  Monika Fischer –  Josche Zurwonne /  Laura Ufermann: 21-12 / 17-21 / 22-20
- Lester Oey /  Selena Piek –  Karsten Lehmann /  Carla Nelte: 21-14 / 21-18
- Mathias Quéré /  Elisa Chanteur –  Bastian Zimmermann /  Lisa Deichgräber: 23-21 / 15-21 / 21-19
- Anthony Dumartheray /  Sanya Herzig –  Florian Kirch /  Sindy Krauspe: 18-21 / 21-15 / 24-22
- Andrew Bowman /  Sarah Bok –  Jelle Maas /  Thamar Peters: 21-12 / 20-22 / 21-12
- Denis Nyenhuis /  Michaela Peiffer –  Simon Enkerli /  Monika Fischer: 21-11 / 21-19
- Lester Oey /  Selena Piek –  Mathias Quéré /  Elisa Chanteur: 18-21 / 21-4 / 22-20
- Frédéric Mawet /  Séverine Corvilain –  Anthony Dumartheray /  Sanya Herzig: 21-16 / 21-13

## Mixed
- Ingo Kindervater /  Kathrin Piotrowski –  Chris Langridge /  Joanne Nicholas: 26-24 / 21-10
- Peter Steffensen /  Julie Houmann –  Roman Zirnwald /  Tina Riedl: 21-18 / 16-21 / 21-8
- He Hanbin /  Pan Pan –  Rasmus Bonde /  Christinna Pedersen: 19-21 / 22-20 / 21-19
- Jacob Chemnitz /  Marie Røpke –  Baptiste Carême /  Laura Choinet: 21-19 / 21-14
- David Lindley /  Suzanne Rayappan –  Denis Nyenhuis /  Michaela Peiffer: 21-15 / 18-21 / 21-17
- Robert Blair /  Imogen Bankier –  Felix Schoppmann /  Johanna Goliszewski: 21-13 / 21-9
- Joachim Fischer Nielsen /  Britta Andersen –  Michael Fuchs /  Carina Mette: 21-12 / 21-23 / 21-14
- Andrew Bowman /  Sarah Bok –  Jorrit de Ruiter /  Ilse Vaessen: 21-17 / 21-18
- Mikkel Delbo Larsen /  Mie Schjøtt-Kristensen –  Chris Adcock /  Gabrielle Adcock: 14-21 / 22-20 / 21-17
- Xu Chen /  Tian Qing –  Kristian Roebuck /  Jenny Wallwork: 21-9 / 21-15
- Johannes Schöttler /  Gitte Köhler –  Dean George /  Mariana Agathangelou: 21-18 / 14-21 / 21-14
- Tim Dettmann /  Annekatrin Lillie –  Ruud Bosch /  Paulien van Dooremalen: 21-13 / 21-9
- Frédéric Mawet /  Séverine Corvilain –  Heimo Götschl /  Claudia Mayer: 21-18 / 21-16
- Robin Middleton /  Liza Parker –  Richard Eidestedt /  Emma Mason: 21-13 / 21-18
- Wouter Claes /  Nathalie Descamps –  Lester Oey /  Selena Piek: 21-19 / 14-21 / 21-19
- Kristof Hopp /  Birgit Overzier –  Robert Adcock /  Natalie Munt: 22-20 / 21-10
- Ingo Kindervater /  Kathrin Piotrowski –  Peter Steffensen /  Julie Houmann: 21-12 / 21-6
- He Hanbin /  Pan Pan –  Jacob Chemnitz /  Marie Røpke: 21-19 / 21-16
- Robert Blair /  Imogen Bankier –  David Lindley /  Suzanne Rayappan: 21-16 / 21-17
- Joachim Fischer Nielsen /  Britta Andersen –  Andrew Bowman /  Sarah Bok: 21-13 / 21-12
- Xu Chen /  Tian Qing –  Mikkel Delbo Larsen /  Mie Schjøtt-Kristensen: 21-19 / 25-27 / 21-9
- Tim Dettmann /  Annekatrin Lillie –  Johannes Schöttler /  Gitte Köhler: 21-19 / 15-21 / 21-16
- Robin Middleton /  Liza Parker –  Frédéric Mawet /  Séverine Corvilain: 21-12 / 21-13
- Kristof Hopp /  Birgit Overzier –  Wouter Claes /  Nathalie Descamps: 21-13 / 21-13
- Ingo Kindervater /  Kathrin Piotrowski –  He Hanbin /  Pan Pan: 18-21 / 21-18 / 21-14
- Robert Blair /  Imogen Bankier –  Joachim Fischer Nielsen /  Britta Andersen: 16-21 / 21-15 / 21-18
- Kristof Hopp /  Birgit Overzier –  Robin Middleton /  Liza Parker: 21-19 / 17-21 / 21-13
- Xu Chen /  Tian Qing –  Tim Dettmann /  Annekatrin Lillie: w.o.
- Robert Blair /  Imogen Bankier –  Ingo Kindervater /  Kathrin Piotrowski: 19-21 / 21-14 / 21-9
- Kristof Hopp /  Birgit Overzier –  Xu Chen /  Tian Qing: 21-19 / 21-19
- Kristof Hopp /  Birgit Overzier –  Robert Blair /  Imogen Bankier: 21-17 / 21-17